# Palazzo della felicità
Il Palazzo della felicità (in azero Səadət Sarayı), attualmente noto anche come Palazzo delle registrazioni di matrimonio e precedentemente come Palazzo Mukhtarov, è un edificio storico situato nel centro di Baku, Azerbaigian, costruito in stile neogotico nei primi anni del XX secolo.

## Storia
L'edificio fu realizzato dal magnate del petrolio azero Murtuza Mukhtarov per sua moglie Liza-Khanum Tuganova. Fu progettato dall'architetto polacco Józef Plośko, che aveva già elaborato ed edificato altri edifici storici nel primo periodo del XX secolo a Baku.
Muktarov portava spesso sua moglie Liza Tuganova, la quale aveva origini ossete ed era la figlia del generale russo Tuganov, in costosi viaggi in Europa. In uno dei loro viaggi in Francia, s'imbatterono in uno splendido edificio dallo stile gotico francese. Liza, meravigliata dalle sue forme, disse: "Come devono essere felici i proprietari di questo palazzo." Mukhtarov non rispose, ma al suo ritorno in Azerbaigian ordinò alla sua gente di acquistare i progetti dell'edificio e portarli a Baku. Un'esatta riproduzione del palazzo fu realizzata nel centro di Baku in meno di nove mesi. Quando fu completato, nel 1912, Muhtarov sorprese la moglie portandola lì in carrozza e annunciandole che quella sarebbe stata la sua nuova casa.
La coppia visse nel palazzo fino al 28 aprile 1920, quando i Bolscevichi occuparono l'Azerbaigian. Mukhtarov fece fuoco su tre ufficiali russi entrati nella sua residenza, e si suicidò subito dopo. Nel 1922, le autorità sovietiche autorizzarono l'utilizzo dell'edificio ad un'appena fondata organizzazione femminile, il club Ali Bayramov, il quale consentiva alle donne di acquisire competenze professionali e di formarsi, oltre a garantire attività culturali e di svago. Successivamente fu sede del Museo Shirvanshah. Durante l'esistenza della RSS azera, il palazzo fu adoperato per le registrazioni dei matrimoni. Il 2 agosto 2001, da una risoluzione varata dal Consiglio dei Ministri, la dimora fu considerata come bene immobiliare di importanza storica e demaniale e fu catalogato come monumento della cultura azera.
Il 5 luglio 2012 il palazzo è stato riaperto dopo importanti revisioni e restauri. La strada che corre lungo il lato destro dell'edificio porta il nome di Murtuza Mukhtarov.